# Parrillas
Parrillas település Spanyolországban, Toledo tartományban. Parrillas Arenas de San Pedro, Velada, Navalcán és Oropesa községekkel határos. Lakosainak száma 351 fő (2024).

## Népesség
A település népessége az utóbbi években az alábbiak szerint változott:
| Lakosok száma | 414  | 411  | 422  | 417  | 411  | 374  | 355  | 352  | 337  | 351  |
|               | 2001 | 2004 | 2007 | 2009 | 2012 | 2014 | 2017 | 2019 | 2022 | 2024 |